# Groll (Gemeinde St. Veit in Defereggen)
Groll ist ein Einzelsiedlung der Fraktion Gritzen in der Gemeinde St. Veit in Defereggen im Defereggental (Osttirol).

## Geographie
Groll liegt am sonnenseitigen Talboden des Defereggentals nördlich der Schwarzach. Die Einzelsiedlung besteht nur aus dem Wohnhaus Gritzen 3. Westlich von Groll liegt die Einzelsiedlung Mühler, östlich der Weiler Zotten. Oberhalb bzw. nördlich auf den Abhängen des Speikboden und des Gritzer Riegel liegt die Einzellage Ronach und darüber die Ortschaft Obergritzen. Nordöstlich befindet sich das Dorf St. Veit, der Hauptort der Gemeinde. Groll liegt direkt nördlich an der Defereggentalstraße. Auch das Ufer der Schwarzach ist nur rund 20 Meter entfernt.

## Geschichte
Groll entstand auf dem Gebiet der mittelalterlichen Schwaige Am Egg, von der aus später die Rauten (Neurodungen) Raut/Oberranach und Unterranach (Mühlraut) urbar gemacht wurden. Mitte des 19. Jahrhunderts bestand die Einzelsiedlung Groll aus zwei großen und einem kleinen Gebäude, in den Ortsverzeichnissen der Statistik Austria wird Groll 1890 als Rotte mit drei Gebäuden und 15 Einwohnern verzeichnet. Im Jahr 1923 umfasste Groll zwei Gebäude mit sechs Einwohnern. Nachdem Groll 1951 und 1961 nicht extra ausgewiesen worden war, sondern vermutlich bei Untergritzen mitgezählt worden war, lebte 1971 in Groll 12 Menschen in zwei Häusern. Auch 1981 bestanden in Groll noch zwei Gebäude mit sechs Bewohnern, wobei eines der Gebäude unbewohnt war. Seit 1991 wird die Bevölkerung der Ortsbestandteils nicht mehr gesondert ausgewiesen.

## Kunst
Das Tiroler Kunstkataster weist für Groll zwei Einträge aus. Ein Bienenhaus aus der ersten Hälfte des 19. Jahrhunderts und ein Wegkreuz aus der zweiten Hälfte des 20. Jahrhunderts.